# Secouriste
 (mai 2012).
 (décembre 2018).
Si vous disposez d'ouvrages ou d'articles de référence ou si vous connaissez des sites web de qualité traitant du thème abordé ici, merci de compléter l'article en donnant les références utiles à sa vérifiabilité et en les liant à la section « Notes et références ».
Un secouriste est une personne formée aux gestes des prompts secours, ou secourisme, c'est-à-dire :
- aux gestes de premiers secours : sauveteur seul et sans matériel ;
- aux gestes de secours en équipe et avec matériel.

## Description
En France, on distingue les "secouristes" ayant suivi une formation de "Premiers Secours en Équipe de niveau 1" (PSE1), titulaires du certificat de compétences de secouriste, et les "équipiers secouristes" ayant suivi une formation de "Premiers Secours en Équipe de niveau 2" (PSE2), titulaires du certificat de compétences d'équipier secouriste.
Les Québécois utilisent le terme de « secouriste » (first aider) pour les personnes qui ont suivi avec succès un cours de premiers secours (formation d'environ 8 heures) ou en secourisme général (formation de 16 heures). Ces formations sont données typiquement par des instructeurs d'un des organismes de secourisme canadien : la Fondation des maladies du cœur et de l'AVC du Canada, la Patrouille canadienne de ski, la Croix-Rouge canadienne, la Société de sauvetage ou l'Ambulance St-Jean. Au Québec, on utilise aussi le terme de « premier répondant » (first responder en anglais) pour les personnes qui ont suivi une formation de premier répondant incluant des protocoles définis par le ministère de la Santé et des Services sociaux du Québec. Les « premiers répondants » sont souvent des groupes de bénévoles organisés ou encore, ce rôle est assumé par des pompiers dans certaines villes. À l'exception des patrouilleurs de ski formés par la Patrouille canadienne de ski, qui doivent souvent transporter leurs patients dans des toboggans sur les pistes de ski, les « premiers répondants » n'assurent pas le transport des malades ou des blessés. Ce transport est habituellement effectué par les services ambulanciers (SMU).
Une équipe de secouristes est composée d'un minimum de quatre personnes (1 chef d'équipe PSE2, 2 PSE2 et 1 PSE1), pouvant prendre en charge une seule victime atteinte d'une détresse vitale ou quatre victimes sans gravité.
Contrairement aux secouristes paramédicaux (paramedics) de certains pays étrangers, en France, les secouristes ne pratiquent ni gestes médicaux ni soins infirmiers, ils n'administrent pas de médicaments et ne procèdent pas à des gestes invasifs. Seules exceptions, les secouristes peuvent administrer de l'oxygène médicale (médicament) sans prescription médicale. Depuis 2018, ils sont également formés à la prise de la glycémie (acte infirmier) dans certaines situations bien que le code de la Santé Publique n'autorise pas encore formellement les secouristes à prélever. De plus, s'ils prennent en charge une victime pour une réaction allergique grave possédant un auto-injecteur d'adrénaline lui ayant été prescrit, les secouristes peuvent administrer le médicament à la demande du patient ou du médecin régulateur du SAMU.

## Les secouristes dans le monde

### France
En France, le secourisme est cadré par les lois et règlements. Le contenu des formations officielles et la formation des formateurs est définie de manière nationale, indépendamment de l'organisme formateur (association ou établissement public). La pratique des prompts secours (c'est-à-dire équipe constituée avec matériel intervenant spécifiquement sur du secours à personne) est également cadrée par les lois et règlements.
Les trois types d'acteurs du secourisme sont :
- les sapeurs-pompiers ;
- les secouristes bénévoles associatifs ;
- les ambulanciers privés.

Mentionnons également les sauveteurs-secouristes du travail (SST), qui font du prompt secours en entreprise bien qu'intervenant seul et sans matériel (niveau équivalent à la formation de base du grand public, le PSC1).

#### Ambulanciers et Sapeurs pompiers
En France, la plupart des secours à personne sont réalisés par les ambulanciers et les sapeurs-pompiers. Lorsque les ambulances sont indisponibles, on parle de carence en ambulance (les VSAV des pompiers servant à l'origine à apporter des soins rapides aux pompiers blessés au feu et qui par nécessité ont été détournés de leur fonction première). Ce sont des secouristes (bien que formés de manière totalement différente, en effet les pompiers volontaires ont une formation qui leur permet d'assurer les gestes nécessaires sous la tutelle du chef d'agrès  qui lui est titulaire d'une formation quasi-égale à un ambulancier diplômé d'État, (on ne parle pas de pompier diplômé d'état car la formation se fait en leur sein et n'est donc pas reconnue par l'état en tant que diplôme).
Les ambulanciers d'état ont une formation dans le domaine du secours à la personne uniquement, notamment dans la recherche d'état clinique ainsi que dans la réalisation des gestes de secours. Les sapeurs-pompiers quant à eux sont mieux formés dans le domaine des AVP (Accident sur Voie Publique) de par le matériel dont ils disposent et le nombre d'Hommes déployable, notamment sur les accidents de la route. Les secouristes forment donc la « force de frappe » du système de soins pré-hospitaliers (en collaboration avec le SAMU centre 15 et les SMUR) qui est composé d'un(e) Ambulancier(ère) Diplômé(e) d'État, d'un(e) infirmier(e) et d'un médecin (urgentiste ou anesthésiste-réanimateur).

#### Associations de secourisme
Par ailleurs, il existe en France plusieurs associations de secourisme (ou associations agrées de sécurité civile) qui forment des secouristes bénévoles aux mêmes diplômes (PSE1 et PSE2, anciennement CFAPSE) que les sapeurs-pompiers, avec la même exigence de formation continue (six heures par an). Ces secouristes bénévoles effectuent des postes de secours préventifs, appelés Dispositifs Prévisionnels de Secours (DPS) et constituent un « réservoir de main d'œuvre » en cas de catastrophe ou de plan d'urgence (plan ORSEC). Ils peuvent être affectés à des opérations de soutien : gestion d'hébergement, gestion logistique des CUMP, épuisement de locaux, déblaiement... mais aussi assurer les évacuations du PMA vers les structures de soin. Dans certains départements, et notamment en région parisienne, des secouristes bénévoles participent au réseau public de secours à personne : un véhicule de secouristes bénévoles (VPSP) peut être envoyé à la place d'une Ambulance ou d'un VSAV des sapeurs-pompiers. Depuis 2016, les associations agrées de sécurité civile peuvent également, dans certains cas, assurer l'évacuation des victimes des DPS vers les structures de soins à la demande du SAMU.
La plus ancienne des organisations de secours (en l'espèce aux personnes qui partaient aux croisades) est l'ordre souverain de Malte qui a pris la suite de l'ordre de Saint-Jean de Jérusalem créée au XIe siècle.

#### Pisteurs-secouristes
Dans le cas particulier de secours sur domaine skiable, ce sont les pisteurs-secouristes qui ont vocation à effectuer des secours à personnes. Par exception, ces secours ne sont pas gratuits,, leur tarif est fixé par les maires des communes concernées.

### Québec
Dans la province de Québec, au Canada, il existe plusieurs types de secouristes.
Les secouristes en milieu de travail doivent suivre une formation de secourisme général d'une durée de seize heures accréditée par la Commission des normes, de l'équité, de la santé et de la sécurité du travail (CNESST), qui a reçu ce mandat en 1984. La CNESST met des outils à la disposition des secouristes en milieu de travail pour leur permettre de mettre à jour leurs connaissances sur divers sujets en premiers soins. Le certificat de premiers soins émis par la Fondation des maladies du cœur et de l'AVC du Canada et accrédité par la CNESST a une validité de trois ans.
Le grand public, quant à lui, peut suivre une formation équivalente, d'une durée variable de trois à seize heures d'un organisme de secourisme reconnu, comme la Fondation des maladies du cœur et de l'AVC du Canada, la Croix-Rouge canadienne, la Société de sauvetage, la Patrouille canadienne de ski ou l'Ambulance Saint-Jean.
Certains secouristes détiennent également une formation plus avancée, notamment les membres de la Patrouille canadienne de ski, ainsi que ceux qui suivent une formation de niveau premier répondant.

### Suisse

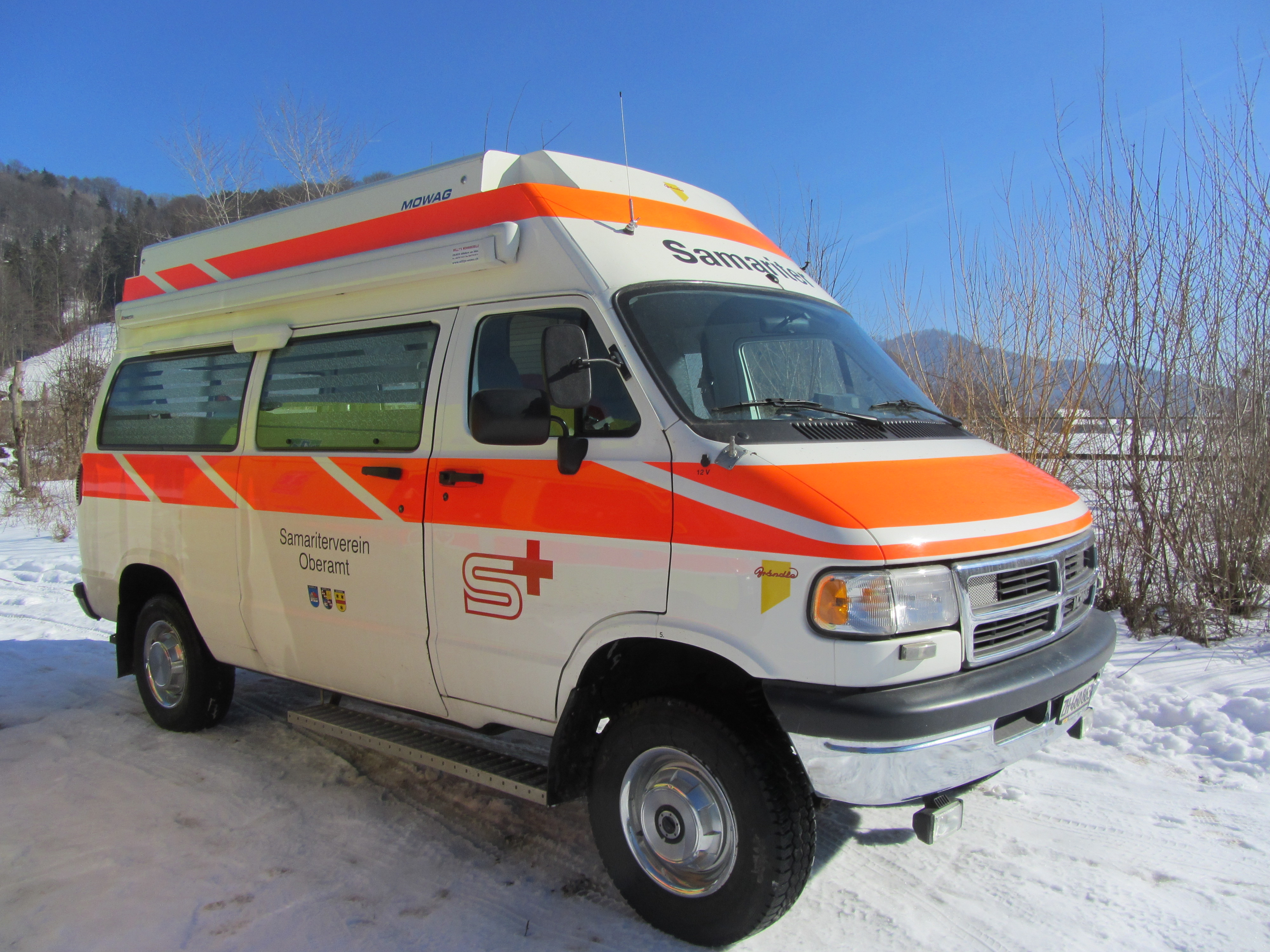
Véhicule des samaritains en suisse allemande.

En Suisse, les secouristes bénévoles sont des Samaritain (secouriste).

## Traduire le terme «secouriste»
Le terme « secouriste » a deux significations :
- une signification générale : personne qui participe aux secours ou personne qui a suivi une formation aux premiers secours ;
- une signification précise : personne formée au secourisme en équipe (en France, au PSE1, par exemple) et agissant en équipe avec du matériel.

Outre la traduction du concept, il y a donc aussi le problème de la traduction de la fonction, du niveau de compétence.
| Sens                 | Terme français | Terme anglais | Terme allemand                                                                                |
| -------------------- | --- | --- | --------------------------------------------------------------------------------------------- |
| Sens général         | Témoin | Bystander | Zeuge                                                                                         |
| Sens général         | Sauveteur Samaritains (Suisse, Canada) | First aider | Helfer, Ersthelfer                                                                            |
| Sens général         | Secouriste | Rescuer, Rescue worker                                                                                            | Sanitätshelfer                                                                                |
| Secours organisés    | Secouriste (PSE 1, France) Équipier secouriste (PSE 2, France) Chef d'équipe (France) Premier répondant (Canada) Patrouilleur de ski (Canada) | Certified first responder (États-Unis) Medical first responder (Canada) Emergency medical responder Ski patroller | Helfer vor Ort First Responder (FR)                                                           |
| Secours organisés    | Ambulancier | Ambulance man Emergency medical technician basic (EMT-B)                                                          | Sanitäter (Sani) Rettungshelfer                                                               |
| Secours paramédicaux | Infirmier sapeur-pompier (France) Nouveau terme : Paramédic (Canada) Ambulancier paramédical (Suisse)                                         | Paramedic Emergency medical technician - Intermediate (EMT-I) - Paramedic (EMT-P)                                 | Rettungssanitäter Rettungsassistent, Notfallsanitäter (Allemagne) Notfallsanitäter (Autriche) |

| Dénomination                                                                             | Durée                                        | Détail |
| ---------------------------------------------------------------------------------------- | -------------------------------------------- | --- |
| Témoin                                                                                   | Citoyen non formé                            | Citoyen non formé |
| Sauveteur First aider                                                                    | 7 h                                          | Niveau PSC1 en France depuis 2007 (avant 2007 : AFPS) |
| Secouriste Medical first responder                                                       | 35 h                                         | Niveau PSE1 en France depuis 2007 (avant 2007 : AFCPSAM) |
| Équipier secouriste Advanced medical first responder Helfer vor Ort (HvO) Sanitätshelfer | PSE1 + 35 h                                  | Niveau PSE2 en France depuis 2007 (avant 2007 : CFAPSE) Niveau BLS aux États-Unis |
| EMT-B (États-Unis) Sanitäter (Sani) Rettungshelfer                                       | 150 h environ 160 h (théorie 80 h, 80 stage) | — |
| Rettungssanitäter (Allemagne)                                                            | 520h                                         | 160 h de théorie, 160 h en hôpital dont des stages, 160 h de stage en plus 40h de la formation Rettungssanitäter                                                                                |
| Ambulancier et Ambulancier SMUR EMT-B (Royaume-Uni) Rettungssanitäter                    | 660 h environ                                | DEA + 140 h de formation d'application à l'emploi (FAE) 500 h (trois mois) 160 h théorie, 320 h de stage                                                                                        |
| Notfallsanitäter (Autriche)                                                              | 1000 h environ                               | 160 h de théorie, 320 h de stage en plus de la formation Rettungsanitäter |
| EMT-P Rettungsassistent (Allemagne)                                                      | 2 ans (1200 h)                               | États-Unis : Advanced life support (ALS) Royaume-Uni : EMT-B + stage 1 (350 h cours, 150 h stage) + stage 2 (ACLS, PHTLS, PALS) + 1 mois stage 780 h en école, 420 h en hôpital dont des stages |
| Notfallsanitäter (Allemagne)                                                             | 3 ans (4 600 h)                              | 1920 h de théorie, 720 h en hôpital dont des stages, 1960 h de stage en plus de la formation Notfallsanitäter                                                                                   |

## Abréviations
- ACLS : advanced cardiac life support (en)
- ALS : advanced life support (en)
- AMLS : advanced medical life support
- ATLS : advanced trauma life support
- BCLS : basic cardiac life support
- BLS : basic life support
- EMS : emergency medical services
- PHTLS : prehospital trauma life support
- PALS : pediatric advanced life support (en)
- PR : premier répondant
- SMU : services médicaux d'urgence
- SPU : services préhospitaliers d'urgence